# Арабијска газела
Арабијска газела (лат. Gazella arabica) је врста сисара из реда папкара (Artiodactyla) и породице шупљорожаца (Bovidae). 

## Угроженост
Подаци о распрострањености ове врсте су недовољни.

## Распрострањење
Ареал врсте је ограничен на једну државу, Саудијску Арабију.

## Станиште
Станиште врсте су пустиње. 